# 야스우라역
야스우라역(일본어: 安浦駅)은 일본 히로시마현 구레시에 위치한 서일본 여객철도 구레선의 철도역이다. 단선 · 섬식의 형태를 합친 2면 3선 구조의 복합 승강장을 갖춘 지상역이다.

## 타는 곳
| 1 | ■ 구레 선 | 하행 | 구레 · 히로시마 방면   | 이 역 시발만 |
| 1 | ■ 구레 선 | 상행 | 다케하라 · 미하라 방면 | 일부 열차만  |
| 2 | ■ 구레 선 | 상행 | 다케하라 · 미하라 방면 |              |
| 3 | ■ 구레 선 | 하행 | 구레 · 히로시마 방면   |              |

## 이용 현황
| 연도     | 1일 평균 | 연도     | 1일 평균 |
| 2004년도 | 1,012    | 2009년도 | 911      |
| 2005년도 | 1,037    | 2010년도 | 892      |
| 2006년도 | 1,001    | 2011년도 | 867      |
| 2007년도 | 982      | 2012년도 | 850      |
| 2008년도 | 971      | 2013년도 | 815      |
| -------- | -------- | -------- | -------- |

## 역 주변
- 국도 제185호선
- 구레 시청 야스우라 지소

## 인접 역
| 서일본 여객철도 구레선 | 서일본 여객철도 구레선 | 서일본 여객철도 구레선          |
| ---------------------- | ---------------------- | ------------------------------- |
| 가자하야 미하라 방면   | ■ 게이비 선            | 아토 가이타이치 · 히로시마 방면 |